# Кінгс-Біч (Каліфорнія)
Кінгс-Біч (англ. Kings Beach) — переписна місцевість (CDP) в США, в окрузі Пласер штату Каліфорнія. Населення — 3563 особи (2020).

## Географія
Кінгс-Біч розташований за координатами 39°14′56″ пн. ш. 120°1′12″ зх. д. / 39.24889° пн. ш. 120.02000° зх. д. (39.249026, -120.020100).  За даними Бюро перепису населення США в 2010 році переписна місцевість мала площу 8,91 км², уся площа — суходіл.

### Клімат
| Клімат : Кінгс-Біч                                                       | Клімат : Кінгс-Біч | Клімат : Кінгс-Біч | Клімат : Кінгс-Біч | Клімат : Кінгс-Біч | Клімат : Кінгс-Біч | Клімат : Кінгс-Біч | Клімат : Кінгс-Біч | Клімат : Кінгс-Біч | Клімат : Кінгс-Біч | Клімат : Кінгс-Біч | Клімат : Кінгс-Біч | Клімат : Кінгс-Біч | Клімат : Кінгс-Біч |
| Показник                                                                 | Січ.               | Лют.               | Бер.               | Квіт.              | Трав.              | Черв.              | Лип.               | Серп.              | Вер.               | Жовт.              | Лист.              | Груд.              | Рік                |
| Абсолютний максимум, °C                                                  | 21,1               | 23,9               | 28,3               | 31,7               | 35,6               | 39,4               | 40,0               | 40,6               | 38,3               | 32,8               | 25,0               | 21,1               | 40,6               |
| Середній максимум, °C                                                    | 7,2                | 10,6               | 13,3               | 17,8               | 22,8               | 27,8               | 32,8               | 31,7               | 27,2               | 21,1               | 12,8               | 7,8                | 19,4               |
| Середня температура, °C                                                  | 0,0                | 3,3                | 5,0                | 8,9                | 13,3               | 17,2               | 21,1               | 20,0               | 16,1               | 10,6               | 4,4                | 0,6                | 10,1               |
| Середній мінімум, °C                                                     | −7,2               | −5                 | −3,3               | −0,6               | 3,3                | 6,7                | 9,4                | 8,3                | 4,4                | 0,0                | −3,9               | −6,7               | 0,5                |
| Абсолютний мінімум, °C                                                   | −26,7              | −26,7              | −17,8              | −10,6              | −7,8               | −3,9               | 0,6                | −4,4               | −6,7               | −13,3              | −17,2              | −26,7              | −26,7              |
| Норма опадів, мм                                                         | 25                 | 23                 | 18                 | 10                 | 18                 | 10                 | 8                  | 5                  | 8                  | 10                 | 20                 | 25                 | 15                 |
| ------------------------------------------------------------------------ | ------------------ | ------------------ | ------------------ | ------------------ | ------------------ | ------------------ | ------------------ | ------------------ | ------------------ | ------------------ | ------------------ | ------------------ | ------------------ |
| Джерело: http://www.myforecast.com/bin/climate.m?city=11847&metric=false |                    |                    |                    |                    |                    |                    |                    |                    |                    |                    |                    |                    |                    |

## Демографія
Згідно з переписом 2010 року, у переписній місцевості мешкало 3796 осіб у 1362 домогосподарствах у складі 776 родин. Густота населення становила 426 осіб/км².  Було 2372 помешкання (266/км²).
Расовий склад населення:
| - 84,7 % — білих - 0,5 % — корінних американців - 0,4 % — чорних або афроамериканців - 0,4 % — азіатів - 0,1 % — вихідців з тихоокеанських островів - 10,8 % — осіб інших рас |

До двох чи більше рас належало 3,2 %. Частка іспаномовних становила 55,7 % від усіх жителів.
За віковим діапазоном населення розподілялося таким чином: 24,3 % — особи молодші 18 років, 69,8 % — особи у віці 18—64 років, 5,9 % — особи у віці 65 років та старші. Медіана віку мешканця становила 31,6 року. На 100 осіб жіночої статі у переписній місцевості припадало 125,3 чоловіків;  на 100 жінок у віці від 18 років та старших — 129,8 чоловіків також старших 18 років.
Середній дохід на одне домашнє господарство  становив 53 396 доларів США (медіана — 39 841), а середній дохід на одну сім'ю — 67 345 доларів (медіана — 62 699). Медіана доходів становила 25 850 доларів для чоловіків та 40 198 доларів для жінок. За межею бідності перебувало 16,6 % осіб, у тому числі 26,2 % дітей у віці до 18 років та 0,0 % осіб у віці 65 років та старших.
Цивільне працевлаштоване населення становило 2154 особи. Основні галузі зайнятості: мистецтво, розваги та відпочинок — 45,2 %, будівництво — 15,9 %, науковці, спеціалісти, менеджери — 8,6 %, роздрібна торгівля — 6,9 %.